# Higher Than Heaven
Higher Than Heaven è il quinto album in studio della cantante britannica Ellie Goulding, pubblicato nel 2023.

## Tracce
1. Midnight Dreams – 3:12
2. Cure for Love – 2:57
3. By the End of the Night – 3:08
4. Like a Saviour – 3:40
5. Love Goes On – 3:52
6. Easy Lover (feat. Big Sean) – 3:35
7. Higher Than Heaven – 3:29
8. Let It Die – 2:46
9. Waiting for It – 3:19
10. Just for You – 3:06
11. How Long – 3:38

Tracce bonus dell'edizione deluxe
1. Temptation – 3:03
2. Intuition – 3:12
3. Tastes Like You – 3:12
4. Better Man – 2:52
5. All by Myself (con Alok & Sigala) – 2:52

## Formazione
- Ellie Goulding – voce
- Glen Garth – cori (tracce 1, 7); basso, batteria, sintetizzatore (7)
- Phil Garth – cori (1, 3); basso, batteria, sintetizzatore (1)
- Stephen Kozmeniuk – basso, batteria, sintetizzatore (1–4, 7); chitarra (1–4)
- Maurie Kaufmann – batteria (1, 7)
- Andrew Wells – basso, batteria, chitarra, sintetizzatore (2, 4, 12, 14); piano (2, 4), flauto (4), percussioni (12, 14), programmazione (14), tastiera (16)
- Claude Vause – programmazione (2)
- Todd Clark – cori (3)
- Trey Campbell – cori (3)
- Greg Kurstin – basso, batteria, tastiera, percussioni, sintetizzatore (5, 6, 10, 13); chitarra elettrica (6, 10)
- Lostboy – basso, programmazione, tastiera (8)
- Big Sean – voce (6)
- Jesse Shatkin – basso, batteria, tastiera, percussioni, programmazione, sintetizzatore (9)
- Andrew Watt – chitarra acustica, chitarra elettrica, tastiera, programmazione (11)
- Happy Perez – tastiera, programmazione (11)
- Freddy Sheed – programmazione (12)
- Charley Bagnall – sintetizzatore (12)
- Marco Parisi – basso, tastiera, programmazione, effetti (15)
- Giampaolo Parisi – batteria, percussioni, programmazione, effetti, sintetizzatore (15)
- Ohyes – basso, batteria, tastiera, programmazione (16)
- João Cruz – chitarra (16)
- Bruce Fielder – tastiera, programmazione (16)

## Tour
Per promuovere l'album, l'artista si è esibita in tour (Higher Than Heaven Tour) sia in Europa che negli Stati Uniti.
Scaletta
1. "Better Man"
2. "Let It Die"
3. "Outside"
4. "Love Goes On"
5. "Power"
6. "By The End of the Night"
7. "How Deep Is Too Deep"
8. "Frozen" (Madonna cover)
9. "Halcyon"
10. "Starry Eyed"
11. "Midnight Dreams"
12. "Anything Could Happen"
13. "Brightest Blue"
14. "Still Falling For You"
15. "Lights"
16. "Miracle"
17. "Joy"
18. "Somebody"
19. "Higher Than Heaven"
20. "Animal"
21. "I Need Your Love"

Encore
1. "Love Me Like You Do"
2. "Burn"

Questa scaletta è tratta dallo show di Dublino e non rappresenta tutti gli spettacoli del tour.
L'artista di apertura del tour europeo è stata Olivia Lunny.
| Data            | Città               | Nazione     | Location                |
| --------------- | ------------------- | ----------- | ----------------------- |
| 16 ottobre 2023 | Dublino             | Irlanda     | 3Olympia Theatre        |
| 18 ottobre 2023 | Glasgow             | Regno Unito | Barrowland Ballroom     |
| 19 ottobre 2023 | Newcastle upon Tyne | Regno Unito | O2 City Hall Newcastle  |
| 20 ottobre 2023 | Manchester          | Regno Unito | Manchester Academy      |
| 23 ottobre 2023 | Birmingham          | Regno Unito | O2 Institute Birmingham |
| 24 ottobre 2023 | Londra              | Regno Unito | The Roundhouse          |
| 27 ottobre 2023 | Parigi              | Francia     | Bataclan                |
| 28 ottobre 2023 | Lussemburgo         | Lussemburgo | Den Atelier             |
| 30 ottobre 2023 | Utrecht             | Paesi Bassi | TivoliVredenburg        |
| 31 ottobre 2023 | Bruxelles           | Belgio      | Cirque Royale           |
| 2 novembre 2023 | Milano              | Italia      | Fabrique                |
| 6 novembre 2023 | Colonia             | Germania    | E-Werk                  |
| 7 novembre 2023 | Berlino             | Germania    | Huxleys Neue Welt       |

| Data            | Città  | Nazione     | Location          | Motivo della cancellazione |
| --------------- | ------ | ----------- | ----------------- | -------------------------- |
| 25 ottobre 2023 | Oxford | Regno Unito | O2 Academy Oxford | Salute della cantante      |

## Classifiche
| Classifica (2023) | Posizione raggiunta |
| ----------------- | ------------------- |
| Regno Unito       | 1                   |